# Leucophenga pacifica
Leucophenga pacifica är en tvåvingeart som beskrevs av Bock 1986. Leucophenga pacifica ingår i släktet Leucophenga och familjen daggflugor. Inga underarter finns listade i Catalogue of Life.